# Cartwright Gardens

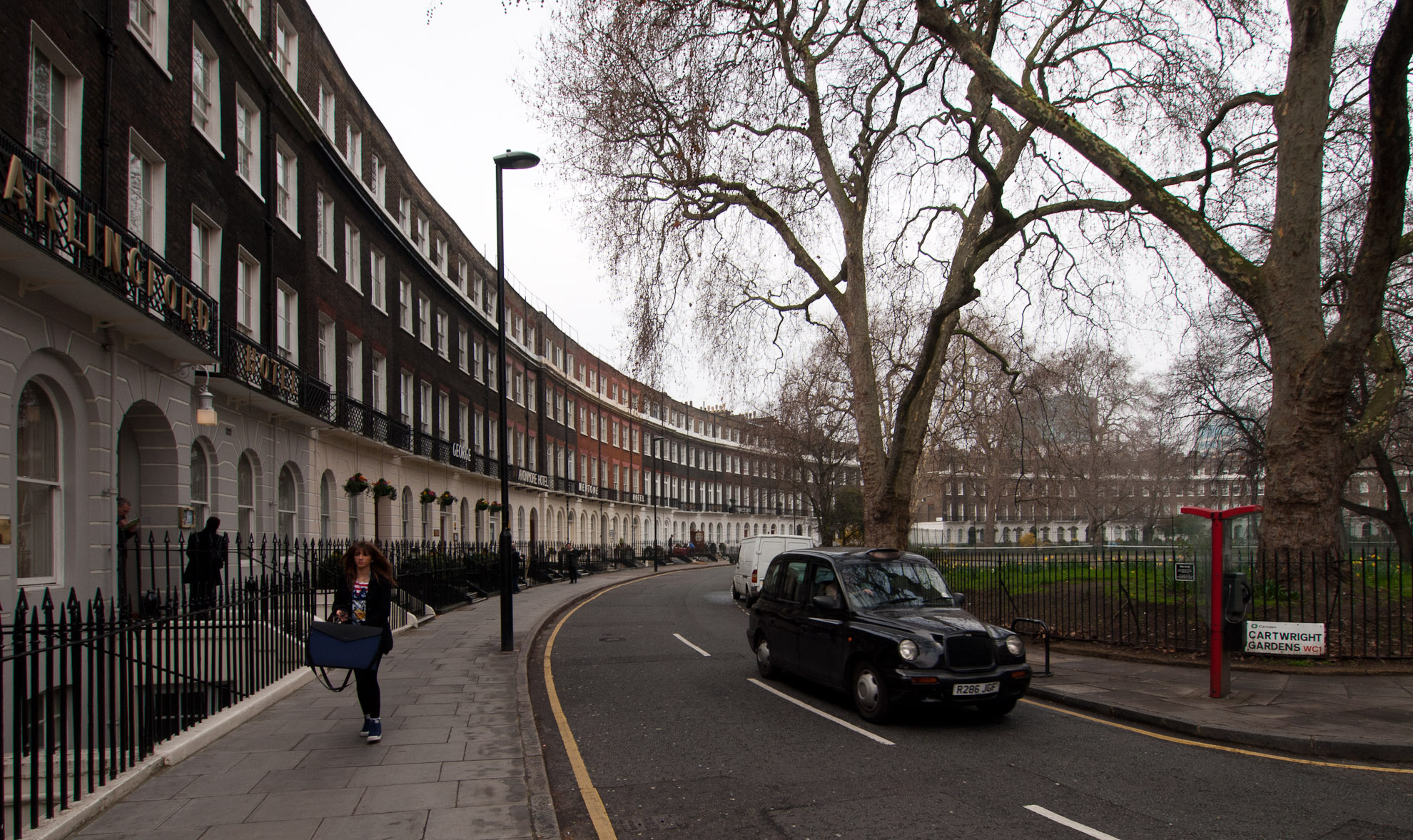
Bogenförmige Bebauung auf der Westseite (2011)

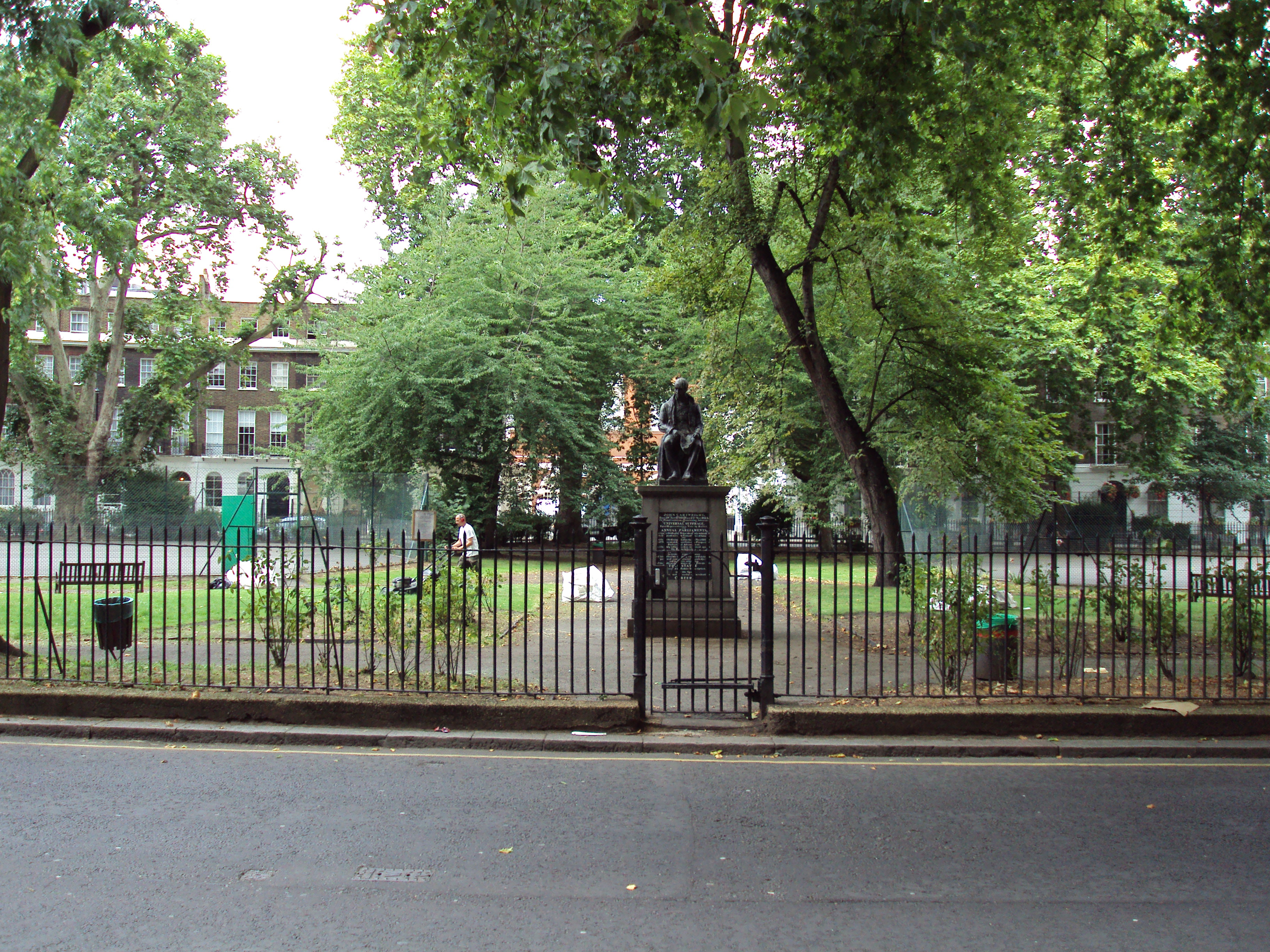
John-Cartwright-Denkmal in der Grünanlage

Cartwright Gardens (Deutsch: Cartwright Gärten) sind ein kleiner Park und eine Straße im Stadtteil Bloomsbury in London, der Hauptstadt des Vereinigten Königreichs, in der Form eines Halbmonds (Englisch: Crescent).
Die Bebauung, der Park und die Straße wurden ursprünglich zwischen 1809 und 1811 als Teil des Anwesens der „Skinners' Company“ angelegt. Nach dem Bauherrn James Burton wurde die Anlage Burton Terrace genannt. Sie lag zu dieser Zeit am Rande der Stadt, hier begannen die Felder. Die Wohnlage zog viele bürgerliche Bewohner der Mittelschicht an. Zwischen 1810 and 1860 sind 28 Chirurgen, 26 Rechtsanwälte, 17 Offiziere and 13 Geistliche als Bewohner registriert. Mit der Entwicklung von King’s Cross zum Eisenbahnknoten und Industriegebiet wurde die Lage gegen Ende des 19. Jahrhunderts weniger attraktiv. Es wurden immer mehr Pensionen in den Gebäuden eingerichtet.
Burton Terrace wurde 1908 nach dem politischen Reformer und Anwohner John Cartwright in Cartwright Gardens umbenannt. Eine Bronzestatue von John Cartwright, geschaffen von George Clarke, wurde 1831 in der Grünanlage aufgestellt. Sie steht auf einem Granitsockel und zeigt Details zu Cartwrights Werk als Reformer. Die Grünanlage ist von einem Eisengeländer umgeben, mit alten Platanen bepflanzt und mit Rasenflächen und Rundwegen versehen. Ungewöhnlicherweise beinhaltet sie auch mehrere Tennisplätze für die Bewohner der umliegenden Gebäude und Hotels. Nach 200 Jahren Existenz als private Grünanlage, wurde sie im Dezember 2016 für die Öffentlichkeit geöffnet.
Die Bebauung auf der Westseite folgt bogenförmig dem Straßenverlauf (daher die Bezeichnung „Halbmond“). Sie besteht aus mehreren Hotels in ihren ursprünglichen georgianischen Gebäuden. Die östliche Bebauung wurde in der ersten Hälfte des 20. Jahrhunderts nach und nach abgerissen. Canterbury Hall, ein Wohnblock im Art-déco-Stil, wurde hier in den 1930er Jahren errichtet. Später wurde sie zu einem interkollegialen Studentenwohnheim der University of London. Zwei weitere Studentenwohnheime der University of London kamen hinzu: Commonwealth Hall in den 1950er Jahren und Hughes Parry Hall im Jahr 1969. Diese Gebäude wurden 2014–2016 durch die Garden Halls ersetzt, auch wenn der Hochhausteil von Hughes Parry Hall noch steht.
Die Gebäude mit den Hausnummern 27–43 und 46–63 sind als Grade II auf der National Heritage List für England aufgeführt.

## Berühmte Bewohner (Auswahl)
- Hausnummer 1 – Edwin Chadwick, Sozialreformer[3]
- Hausnummer 2 – Rowland Hill, Postreformer[3]
- Hausnummer 9 – John Galt, Romanautor[3]

Eine Quelle bezeichnet Cartwrright Gardens im 19. Jahrhundert als „Oase der Sozialreformer“.

## Morde im 19. Jahrhundert
Im späten 19. Jahrhundert wurden in Burton Crescent zwei Morde begangen, die nie aufgeklärt wurden.
Im Dezember 1878 wurde die betagte Witwe Rachel Samuel tot in ihrer Küche in der Burton Crescent 4 aufgefunden. Sie war geschlagen worden, und ihr Ehering, einige Münzen und ihre Stiefel waren gestohlen worden. Eine ehemalige Bedienstete, Mary Donovan, wurde verhaftet, doch es gab nicht genügend Beweise, um sie als Täterin zu überführen.
Im März 1884 wurde Annie Yates ermordet in ihrem Zimmer in einem Bordell in der Burton Crescent 12 aufgefunden. Ein Kunde hatte sie geschlagen und erwürgt, außerdem wurden ihr Geld und ein Ring abgenommen. Der Täter wurde nie gefasst.
Die Gebäude, in denen die Verbrechen begangen wurden, befanden sich beide auf der Ostseite der Gärten und wurden im 20. Jahrhundert abgerissen.

## In der Populärkultur
Im Roman „The Small House at Allington“ von Anthony Trollope ist Burton Crescent das Zuhause der Figur John Eames.
Der Kriminalroman „Cartwright Gardens“ von J. S. Fletcher spielt in dieser Straße.